# ارباب جزیره‌ها
ارباب جزیره‌ها یا لرد جزیره‌ها (گیلی اسکاتلندی: Triath nan Eilean) (به انگلیسی: Lord of the Isles) یک عنوان نجیب‌زادگی اسکاتلندی است که سابقهٔ آن به پادشاهی اسکاتلند می‌رسد و از فرمانروایان وایکینگ/گیلیک سواحل غربی و جزایر اسکاتلند در قرون وسطی نشئت گرفته‌است. با اینکه ارباب‌های جزیره در مواردی دست‌نشاندهٔ پادشاهان نروژ، اسکاتلند، یا ایرلند بودند ولی عملاً چند قرن مستقل بودند. در ۱۴۹۳ میلادی جیمز چهارم اسکاتلند این عنوان را از ارباب طایفهٔ مک‌دانلد تسخیر کرد و از زمان تأسیس پادشاهی بریتانیای کبیر این عنوان به شاهزاده ولز تعلق دارد.

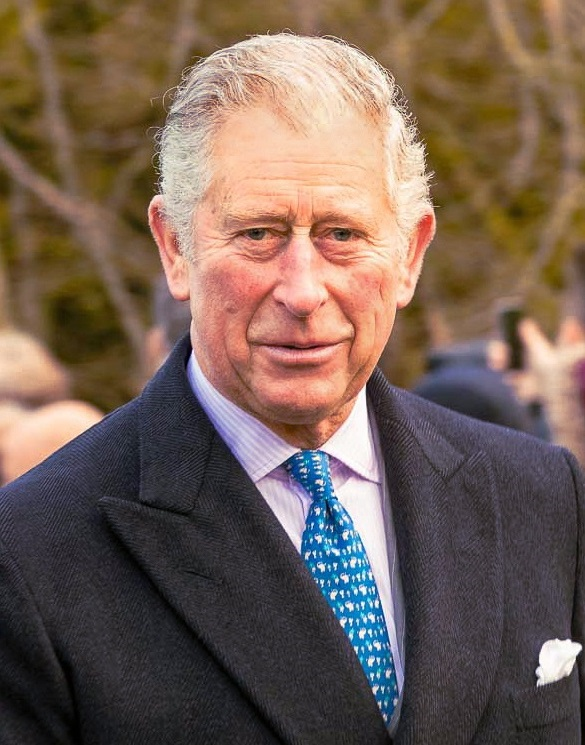
در حال حاضر (۲۰۱۹) چارلز، شاهزاده ولز صاحب عنوان ارباب جزیره‌ها است.